# Mario Remonti
Mario Remonti (Gazzaniga, 29 novembre 1928) è un ex calciatore italiano, di ruolo centrocampista.

## Carriera
Debutta in Serie B nella stagione 1951-1952 con il Marzotto Valdagno, giocando tre campionati per un totale di 87 presenze e 18 reti.
Nel 1954 si trasferisce al Messina disputando altri due campionati di Serie B e totalizzando 55 presenze ed 11 reti.
Chiude la carriera in Serie C con la maglia dell'Arezzo.

## Palmarès

### Club

#### Competizioni nazionali
- Serie C: 1

Prato: 1956-1957